# Delia submetallica
Delia submetallica är en tvåvingeart som beskrevs av Griffiths 1992. Delia submetallica ingår i släktet Delia och familjen blomsterflugor.
Artens utbredningsområde är British Columbia. Inga underarter finns listade i Catalogue of Life.